# Reducció de soroll
La reducció del soroll en senyals audiovisuals o de comunicacions consisteix bàsicament a atenuar el màxim possible parts del senyal no desitjades. Aquest fet pot succeir per tot senyal dins de l'espectre radioelèctric (senyals de ràdio, acústics, ultraviolades, etc.). Cal dir que parlem de "reducció" o "atenuació" de soroll d'un senyal, ja que eliminar-lo és impossible, doncs sempre romandrà una part no desitjada.
No és una tècnica única, hi han diferents maneres de reduir el soroll, sempre depenent del cas en què ens trobem. L'estudi de la reducció del soroll en senyals audiovisuals o de comunicacions és bastant actual, i està encara estudiant-se.